# Robert Goldmann
Robert B. Goldmann (geboren 1. Mai 1921 in Reinheim; gestorben 9. Oktober 2018) war ein amerikanischer Journalist deutscher Herkunft. Er war lange Zeit auch leitender Mitarbeiter gemeinnütziger Stiftungen und Organisationen. Goldmann lebte zuletzt in New York City.

## Leben
Robert Goldmann war ein Sohn des Jacob Goldmann (1887–1961) und der Krankenschwester Martha Frohmann (1895–1965), sein Vater war Landarzt im Odenwald. Ab 1934 lebte die jüdische Familie in Frankfurt am Main. Nach den Novemberpogromen 1938 legte Robert Goldmann 1939 noch die Abiturprüfung am Frankfurter Philanthropin ab und emigrierte dann mit seinen Eltern über Großbritannien in die Vereinigten Staaten nach New York City.
Goldmann schlug sich zunächst mit Gelegenheitsjobs durch, um sein Studium (unter anderem an der Columbia University) zu finanzieren. Er heiratete 1948 die aus Prag geflohene Eva Petschek, sie hatten zwei Kinder. Goldmann arbeitete mehrere Jahre als Journalist (als Rundfunkreporter bei Voice of America), bevor er sich als Sprecher des von John F. Kennedy aufgelegten Lateinamerikaprogramms und ab 1968 als Mitarbeiter der Ford Foundation sozial- und entwicklungspolitischen Aufgaben in der Dritten Welt widmete und schließlich ein Wegbereiter für die deutsch-jüdische Verständigung wurde. Goldmann war für das American Jewish Committee tätig und trat 1980 in den Dienst der Anti-Defamation League, deren Europa-Büro in Paris er mehrere Jahre lang leitete.
1996 veröffentlichte er seine viel beachtete Lebens- und Familiengeschichte „Flucht in die Welt“. Er publizierte regelmäßig in amerikanischen und deutschen Medien (International Herald Tribune, Deutschlandradio Kultur, Rheinischer Merkur und vor allem in der Kolumne „Fremde Federn“ der Frankfurter Allgemeinen Zeitung).
1999 stiftete die Stadtverordnetenversammlung von Reinheim das jährlich zu vergebende „Robert-Goldmann-Stipendium“ für Personen, „die sich mit Fragen von Rassismus und der Wahrung der Menschenwürde unter Beachtung insbesondere auch des deutsch-jüdischen Verhältnisses beschäftigen“.

## Ehrungen
- 1996 Bundesverdienstkreuz 1. Klasse
- 1998 Ehrenbürgerwürde der Stadt Reinheim

## Schriften (Auswahl)
- Robert Goldmann: Flucht in die Welt. Ein Lebensweg nach New York. Fischer Taschenbuch Verlag, Frankfurt a. M. 1996, ISBN 3-596-12966-4
- Robert B. Goldmann: From Independence to Statehood. Frances Pinter, London 1984, ISBN 0-312-30723-3 (zus. mit A. J. Wilson)
- Robert Goldmann: A Work Experiment: Six Americans in a Swedish Plant. Ford Foundation, New York 1976, ISBN 978-0-916584-00-9